# Бонин, Уильям
Уилья́м Джордж Бо́нин (англ. William George Bonin; 8 января 1947, Уиллимантик, Коннектикут — 23 февраля 1996) — американский серийный убийца и насильник, также известный как «Убийца с автострады». До совершения убийств был дважды судим за совращение несовершеннолетних. В период с 1979 по 1980 годы Бонин вместе со своими сообщниками изнасиловал и убил от 14 до 21 юношей и мальчиков. В 1996 году маньяк был казнён посредством смертельной инъекции.

## Ранняя биография
Уильям родился 8 января 1947 года в штате Коннектикут, средним из трёх сыновей Роберта Леонарда Бонина-старшего и Элис Дороти Коут. Его отец был навязчивым игроком и алкоголиком, избивавшим свою жену и детей. Мать Уильяма, также алкоголичка, часто оставляла его с братьями на попечении их дедушки, слывшего растлителем малолетних. Бонина и его братьев, росшими фактически беспризорниками, частенько подкармливали соседи. А в 1953 году он был определён в приют, где находился до девяти лет.
В возрасте десяти лет Уильям был арестован за кражу номерных знаков и скоро был отправлен в детскую исправительную колонию общего режима. Там он был подвергнут сексуальному насилию со стороны детей старшего возраста. Вернувшись домой к матери уже подростком, Уильям стал досаждать детям младше его.
После средней школы он обручился с девушкой, но затем отправился в армию, служил в американских военно-воздушных силах (по другим данным, в армии США) и воевал во Вьетнаме, будучи авиастрелком. В общем зачёте он имел более 700 часов боевых вылетов, был отмечен медалью «За примерное поведение». Во время прохождения службы во Вьетнаме в одном из случаев Бонин, рискуя жизнью, спас жизнь своему товарищу, однако позже был замечен в попытке сексуального насилия над двумя другими солдатами с угрозой применения огнестрельного оружия. В октябре 1968 года он уволился из ВВС и вернулся в Коннектикут. Затем после кратковременного брака и развода Бонин переехал в Калифорнию.
17 ноября 1968 года 21-летний Бонин совершает нападение с целью изнасилования на юношу. В период с конца 1968 по начало 1969 года похищает и насилует ещё четырёх детей в возрасте от 12 до 18 лет. В 1969 году, когда ему было 23, Бонин первый раз был арестован, ему было инкриминировано пять случаев похищения и четыре случая сексуального насилия над пятью мальчиками-подростками. Он признал себя виновным, после чего был заключён в государственный госпиталь Атаскадеро как насильник с расстроенной психикой, поддающийся исправлению. Впрочем, в 1971 году его перенаправили в тюрьму, уже с характеристикой «неисправимый». В мае 1974 года, после того как врачи сделали вывод, что он не представляет более опасности для окружающих, Бонин был отпущен на свободу. Но вскоре, спустя всего шестнадцать месяцев, вновь вернулся за решётку за похищение и изнасилование с угрозой применения огнестрельного оружия 14-летнего Дэвида МакВикера и попытку насилия над ещё одним подростком. В тюрьме округа Ориндж ему предстояло провести от года до пятнадцати лет.
Тем не менее в октябре 1978 года Бонин был снова выпущен из тюрьмы, с испытательным сроком 18 месяцев. Он устроился на работу водителем грузовика, снял жильё в Дауни и даже нашёл себе девушку. В 1979 году его вновь арестовали по обвинению в приставании к молодому парню. Это означало, что его вновь ожидала тюрьма, но по административной ошибке его опять отпускают. Его близкий товарищ, подвозивший Бонина от полицейского участка в Ориндже домой, потом покажет, что тот ему сказал: «Никто больше не будет против меня свидетельствовать. Со мной такого больше не повторится».

## Серия убийств
Как правило, в качестве своих жертв Бонин выбирал мальчиков, путешествовавших автостопом, школьников либо юношей, занимавшихся проституцией. Все жертвы, возрастом от 12 до 19 лет, садились или их вталкивали в фургон Chevrolet, после чего их сопротивление подавлялось, их руки связывались за спиной, а их самих насиловали, пытали, а затем убивали, обычно душили собственной футболкой, хотя некоторые были зарезаны либо забиты до смерти. Одну из жертв, Дарина Кендрика, заставили выпить соляную кислоту, двум жертвам вонзили в уши нож для колки льда, ещё один, Марк Шелтон, умер от болевого шока. Обычно жертв убивали прямо в салоне автомашины Бонина, большинство тел было выброшено на обочины различных дорог южной Калифорнии. Как минимум в тринадцати убийствах компанию Бонину составляли один из четырёх его сообщников, известных следствию.
Первой жертвой, в убийстве которой был обвинён Бонин, был 14-летний автостопщик Томас Лундгрен. Подросток был похищен, изнасилован и убит утром 28 мая 1979 года. Его тело было найдено вблизи автодороги города Агура-Хиллз. Как показало вскрытие, он был кастрирован и удушен, также имелись следы ударов дубинкой и ножевые ранения. Бонин совершил это преступление со своим первым сообщником Верноном Баттсом, которого подозревают в соучастии как минимум в ещё девяти убийствах Бонина.
Тремя месяцами позднее, 4 августа 1979 года, Бонин и Баттс похитили и убили 17-летнего жителя Вестминстера Марка Шелтона, а на следующий день та же участь ждала Маркуса Грабса, из Западной Германии, обучавшегося здесь по программе обмена студентами, на чьём теле, брошенном у автострады Малибу, насчитывалось более семидесяти колото-резанных ран. 27 августа Бонин и Баттс вновь похитили и убили 15-летнего тинейджера из Голливуда Дональда Хайдена, выбросив его труп в мусорный бак невдалеке от автострады Вентура. С сентября по декабрь 1979 года Бонин погубил ещё пятерых подростков, действуя самостоятельно либо в компании с Баттсом или другим сообщником, 19-летним Джеймсом Манро, который в декабре помог убить Бонину 17-летнего Денниса Фрэнка Фокса.
1 января 1980 года Бонин жестоко убил 16-летнего Майкла МакДональда — тело было обнаружено два дня спустя в округе Сан-Бернардино. Месяц спустя, 3 февраля в Голливуде, Бонин при помощи Грегори Майли похитил и убил 15-летнего Чарли Миранду. Несчастного заставили отдать свой бумажник Бонину, после чего, подавив сопротивление, изнасиловали, в том числе и при помощи посторонних предметов и, наконец, удушили, а его нагой труп сбросили в канаву. По окончании Бонин предложил Майли: «Я возбуждён. Пойдём найдём ещё одного». В тот же день, через несколько часов, они похитили, изнасиловали и убили Джеймса МакКейба, которому было 12 лет. Он стал самой молодой жертвой Бонина. МакКейба подобрали на дороге, когда он пытался автостопом добраться в Диснейленд. По свидетельству Майли мальчик сам забрался в задний отсек фургона, когда Грегори был за рулём, потом он слышал вопли МакКейба, пока Бонин его бил и насиловал. В завершение Бонин задушил МакКейба монтировкой, а Майли несколько раз прыгнул на грудную клетку потерпевшего. Его обнажённое тело со следами побоев было найдено три дня спустя в мусорном баке города Волнат.
До 14 марта Бонин больше не убивал. В тот день его жертвой стал 18-летний житель лос-анджелесского района Ван-Найз Рональд Гэйтлин. К концу месяца он лишил жизни ещё трёх мальчиков. 10 апреля Бонин убил сразу двоих. Спустя три недели, 29 апреля в Стэнтоне, заманили 19-летнего работника супермаркета Дарина Кендрика в автофургон Бонина, припаркованного на стоянке перед магазином, где работал Кендрик. Бонин принудил выпить Кендрика соляную кислоту, а Баттс вонзил в его ухо нож для колки льда. Труп был найден неподалёку от автострады Артезия.
19 мая Бонин вновь попросил Баттса составить ему компанию, но тот якобы отказался и Бонин отправился на охоту один. Его жертвой стал 14-летний Шон Кинг из Саут-Гейта, чьё тело нашли потом в городе Юкаипа. После чего Бонин явился домой к Баттсу, чтобы похвастаться.
В начале 1980 года злодеяния, совершённые «убийцей с автострады», как назвала его пресса, привлекли значительное внимание со стороны средств массовой информации. 29 мая один из знакомых Бонина, тинейджер по имени Билли Пью, отбывавший тюремное наказание за автомобильную кражу, услышав по радио подробности о веренице убийств, предположил, что за ними может стоять Бонин. Пью поделился своими подозрениями с полицией и, учитывая тёмное прошлое Бонина и его ряд обвинений в изнасилованиях подростков, было решено установить за ним негласное наблюдение.
Слежка началась 2 июня 1980 года. В тот же день Бонин расправился со своей последней жертвой. Ей стал 18-летний работник типографии Стивен Уэллс, которого маньяк забрал с автобусной остановки на бульваре Эль-Сегундо в Лос-Анджелесе. Бонин избил, изнасиловал и задушил Уэллса его собственной футболкой прямо у себя дома. В этом преступлении ему помог Джеймс Манро, а избавился от тела он при помощи Вернона Баттса и того же Манро.
11 июня, после девятидневной слежки, полиция заметила, как Бонин пытался подобрать на дороге пятерых различных подростков, в конце концов он преуспел в этом, заманив одного к себе в фургон. Полисмены следовали за ним до тех пор, пока фургон не припарковался на уединённой автостоянке, где они арестовали его в разгар нападения на своего 15-летнего пассажира, проходившего в материалах дела как «Гарольд Т».

## Жертвы
Бонину и его четырём, известным следствию сообщникам было предъявлено обвинение в 14 убийствах, совершённых в период между 5 августа 1979 и 2 июня 1980 года, хотя Бонину также вменялись в вину ещё два убийства, по которым он был оправдан судом округа Лос-Анджелес. Из этих преступлений 10 были совершены на территории округа Лос-Анджелес, остальные четыре — в соседнем округе Ориндж. Хотя так или иначе убийцу с автострады подозревают в совершении, как минимум, 21 убийства. Убийства, по которым Бонин признан виновным, в таблице выделены курсивом.
- В девяти эпизодах дела (с Лундгреном, Шелтоном, Грабсом, Хайденом, Мурильо, Вироштеком, Кендриком, Уэллсом и Джоном Доу[~ 2], чьё тело было найдено в округе Керн в ноябре 1979 года) Бонину ассистировал его главный сообщник — Вернон Баттс, 22-летний фабричный рабочий, который, по отзыву Бонина, был чрезвычайно активным помощником[30].

- 19-летний Грегори Мэтьюз Майли помогал Бонину в убийствах, совершённых 3 февраля: Миранды и МакКейба. Затем, в марте 1980 года, Майли возвратился к себе домой в Хьюстон[21].
- Джеймс Майкл Манро содействовал убийце ещё в двух эпизодах: Денниса Фрэнка Фокса и Стивена Уэллса. На следующий день после ареста Бонина Манро бежал к себе на родину в Мичиган[31].
- После ареста убийцы в ходе следствия было установлено, что 18-летний приятель Бонина, Уильям «Билли» Пью[32], сообщивший полиции о том, что Бонин, скорее всего, и есть «убийца с автострады», на самом деле знал маньяка лучше, чем предполагалось изначально. Позднее полицейским удалось доказать, что Пью был сообщником Бонина в одном из убийств. Речь шла об эпизоде Гарри Тёрнера, 15-летнего мальчика из Ланкастера[21], сбежавшего из дома и замученного 20 марта 1980 года[33].
- Бонин не привлекался к суду за убийства Марка Шелтона, Роберта Вироштека, Майкла МакДональда и обоих Джонов Доу, чьи тела были найдены в 1979 году, поскольку полиции не удалось собрать достаточное количество доказательств для того, чтобы однозначно определить связь только одного лишь Бонина по каждому из этих преступлений. На этапе следствия, в октябре 1980 года, полиция предъявляла обвинения Бонину и Баттсу в убийствах одного из Джонов Доу, а также автостопщика Марка Дуэйна Шелтона, клерка продуктового магазина Роберта Кристофера Вироштека (и одновременно Дарина Кендрика). Эпизод Шелтона позднее был связан с деятельностью убийцы с автострады после того, как обнаружилось его тело в августе 1979 года[12], равно как и эпизоды с Дарином Кендриком и обоими Джонами Доу. Вироштек, который пропал по дороге на работу 17 сентября 1979 года, не считался жертвой убийцы с автострады до тех пор, пока не было найдено и идентифицировано его тело в июле 1980 года[34].
- Спустя три месяца после того, как все обвинения были предъявлены каждому ответчику, Вернон Баттс покончил с собой, сделав тем самым свои показания по этим трём эпизодам неприемлемыми для суда. Таким образом, полиция решила не преследовать Бонина за эти три преступления, хотя достаточные вещественные доказательства имелись в деле Дарина Кендрика — убийство, за которое Бонин впоследствии был признан виновным.
- Бонин обвинялся, но не понёс наказания за убийства 14-летних Шона Кинга и Томаса Лундгрена, хотя и сознался в обоих случаях.

## Признание
В заключении Бонин признался в похищении, изнасиловании и убийстве 21 мальчика и юноши, назвав Баттса в качестве своего ближайшего сообщника. Полицейские также подозревали его приблизительно в 15 других убийствах. С 26 по 29 июля 1980 года ему было предъявлено обвинение в шестнадцати убийствах, по которым были его признательные показания и у прокуратуры имелись достаточные доказательства для вынесения обвинительного вердикта. Бонин не выражал раскаяния и сказал одному репортёру, спросившего его, что бы он делал, если бы до сих пор был на свободе: «Я продолжал бы убивать. Я не мог прекратить убивать. Это становилось легче с каждым разом».
Основываясь на показаниях Бонина, 25 июля полиция арестовала Вернона Баттса и предъявила ему обвинения в пособничестве в пяти убийствах. К ним потом добавились обвинения в ещё четырёх убийствах, совершённых в промежутке с 5 августа 1979 года по 29 апреля 1980 года. 31 июля, в Мичигане, был арестован Манро по обвинению в убийстве Стивена Уэллса, а 22 августа в Техасе арестовали Майли, инкриминировав ему соучастие в убийствах Чарльза Миранды и Джеймса МакКейба.
Все они, Баттс, Майли и Монро, согласились свидетельствовать против Бонина в обмен на отмену смертного приговора в отношении них.

## Суд
5 ноября 1981 года Уильям Бонин предстал перед судом округа Лос-Анджелес по обвинению в двенадцати убийствах людей, чьи тела были найдены в пределах округа. Заместитель окружного прокурора Стирлинг Норрис, ведший дело Бонина, требовал вынести смертный приговор по каждому эпизоду, сказав в своей вступительной речи перед присяжными:
«Мы докажем, что он и есть „убийца с автострады“, ведь он сам хвастался перед многими свидетелями. Мы продемонстрируем — он наслаждался убийствами. И не только наслаждался и планировал наслаждаться, у него есть неутолимая потребность, ненасытный аппетит — и не только к содомии, но и к убийству»
Майли и Монро выступили со свидетельскими показаниями против Бонина на этом суде. Многочисленные доказательства, такие как следы крови, семени, волос и фрагментов коврового покрытия салона фургона, указывали на причастность Бонина к этим преступлениям. Данные медицинской экспертизы показали, что шестеро погибших были задушены особым способом закручивания, который Стирлинг Норрис назвал «почерком, торговой маркой». Судебные заседания длились до 5 января 1982 года. После шестидневного совещания присяжные признали Бонина виновным в десяти убийствах, ещё в двух случаях (эпизоды с Томасом Лундгреном и Шоном Кингом) преследование в отношении его было прекращено. В итоге Бонин был приговорён к смерти за десять убийств.
«В нём присутствует полное пренебрежение святостью человеческой жизни. По-садистски невообразимо жестокое, бессмысленное и умышленно спланированное преступление. Виновен вне всяких возможных и предполагаемых сомнений».
В случае с Шоном Кингом Бонин был оправдан за то, что в декабре 1980 года указал полиции место, где находился труп жертвы, в обмен на то, что тело Кинга не будет использовано против него в суде. В эпизоде с Томасом Лундгреном — обвинения были сняты, поскольку Бонин предпочёл не рассматривать это особое убийство на своём суде.
С марта 1983 года дело Бонина рассматривалось в округе Ориндж по обвинению в убийстве ещё четырёх жертв, чьи тела были найдены в период с декабря 1979 года по апрель 1980 года. 26 августа 1983 года он был признан виновным по всем пунктам, получив свой второй смертный приговор.
- Главный сообщник Бонина, Вернон Баттс, обвинялся в соучастии по меньшей мере в шести из убийств, но он повесился на полотенце 11 января 1981 года, в ожидании суда[17]. Баттс рассказывал полиции, что познакомился с Бониным в начале 1979 года, после чего стал проводить с ним много свободного времени. Согласно показаниям Баттса, первое убийство, в котором он принимал участие, произошло в ночь на 22 июля 1979 года, после чего принял участие еще в нескольких убийствах, находясь под гипнотическим внушением Бонина. Вернон Баттс заявил, что начиная с мая 1980 года не принимал участия в убийствах. Последняя жертва — Стивен Уэллс — согласно показаниям Баттса была 21-й по счету жертвой Бонина. Серию убийств Вернон Баттс назвал «небольшим хорошим кошмаром»[44].
- Грегори Майли, 19-летний подёнщик из Техаса, был приговорён к срокам от 25 лет лишения свободы до пожизненного заключения за убийство в феврале 1980 года 15-летнего Чарльза Миранды.
- Джеймс Манро после признания вины был приговорён к срокам от 15 лет до пожизненного заключения за убийство Стивена Уэллса. Манро регулярно подавал апелляции, утверждая, что его обманули в сделке с правосудием[45].
- Четвёртый сообщник Бонина, Билли Пью, восемнадцати лет, который присутствовал при убийстве 15-летнего Гарри Тёрнера в марте 1980 года, получил шестилетний срок за преднамеренное убийство.

## В заключении
Следующие четырнадцать лет Бонин провёл в камере смертников тюрьмы Сан-Квентин в ожидании казни в газовой камере. Все 14 лет своей жизни в тюрьме он находился в отдельной камере шириной 1.2 метра и длиной 2.7 метров с туалетом, раковиной и телевизором. Душ находился в коридоре. Как и у всех приговорённых к смерти, жизнь Бонина регулировалась графиком: с 8 утра до 13 часов дня Бонин мог свободно выходить из камеры и отправляться в Ярд номер 4, в один из шести ярдов для заключённых-смертников в Восточном блоке тюрьмы, где он мог тренироваться, играть в различные настольные игры или просто общаться с другими заключёнными. Ярд номер 4 был зарезервирован для самых низких исходя из неофициальной иерархии смертников: убийц детей и насильников. Они были размещены совместно, чтобы защитить их от других заключённых. Ярд имел тренажёрную площадку, баскетбольное кольцо и квадратный стол из нержавеющей стали с металлическими сидениями. Находясь в тюрьме Бонин увлёкся игрой в бридж. В течение ряда лет его партнёрами по игре были трое известных серийных убийц, такие как Лоуренс Биттейкер, Даглас Кларк и Рэнди Крафт. Несмотря на то, что все они убивали молодых людей, между ними отношения не сложились, Бонин ненавидел Крафта и подвергался насмешкам со стороны Кларка. Бонин предпочитал играть в одной команде с Биттейкером, с которым установил прекрасные отношения. В целом на счету этой компании было 49 доказанных убийств. За время заключения он неоднократно подавал апелляции относительно своей участи, все они были отклонены. Последняя из них была получена Федеральным апелляционным судом США в октябре 1994 года, в этой апелляции было отказано 28 июня 1995 года.
В 1992 году, после казни Роберта Олтона Харриса, штат Калифорния выбрал применение смертельной инъекции в качестве альтернативного способа казни в газовой камере, охарактеризовав последнюю как «жестокий и необычный» способ казни.
- Грегори Майли, отсидев 25 лет несколько раз, подавал ходатайство на условно-досрочное освобождение. Последние слушания по его делу состоялись в октябре 2014 года, но ему было отказано в освобождении, и запрещено подавать ходатайства до 2019 года[48], 23 мая 2016 года Грегори Майли в тюрьме подвергся нападению другого заключённого и был избит, от полученных травм он умер 25 мая 2016 года[49].
- Джеймс Манро получил право подать запрос на условно-досрочное освобождение уже в апреле 1989 года, но ему было отказано. Впоследствии Манро ещё 8 раз подавал запросы на освобождение, но все его слушания заканчивались отказом в связи с тем, что он угрожал в случае освобождения начать снова убивать[50]. Очередные слушания по его делу состоялись в августе 2014 года, но ему снова было отказано и запрещено подавать апелляции в течение ближайших 15 лет. Таким образом в очередной раз он сможет подать запрос на условно-досрочное освобождение в 2029 году, когда ему исполнится 68 лет[51].
- Последний известный сообщник Бонина, Уильям Рэй Пью отсидел 6 лет и был освобождён в середине 1980-х годов[52]. Дальнейшая его судьба неизвестна.

В 2000-е годы Департаментом Полиции штата Калифорнии были предприняты попытки с помощью результатов ДНК-экспертизы образцов крови, слюны и других его биологических жидкостей установить настоящее количество жертв Уильяма Бонина и доказать его причастность к совершению других убийств подростков, в совершении которых личность виновного так и не была установлена. Однако все попытки не увенчались успехом, так как было установлено что после смерти Бонина, его судебное досье, образцы крови, спермы, слюны и другие вещественные доказательства по всем его уголовным делам были уничтожены, а тело Бонина после казни не подвергалось вскрытию. Попытка выделить ДНК-образец Вернона Баттса, также не увенчалась успехом. Тело Баттса после совершения самоубийства подвергалось вскрытию, после чего у него был взят образец крови, который долгое время хранился в архивах полицейских управлений Лос-Анджелеса и округа Ориндж. Однако в 2010 году было установлено, что сотрудниками правоохранительных органов образец крови Вернона Баттса был уничтожен, благодаря чему настоящее количество жертв Уильяма Бонина и его сообщников так никогда и не было установлено.

## Казнь
Только 23 февраля 1996 года, спустя 16 лет после его ареста, он был казнён посредством смертельной инъекции яда в старой газовой камере в государственной тюрьме Сан-Квентин. Он стал первым человеком в истории Калифорнии, умерщвлённым посредством смертельной инъекции.
В своём последнем интервью на местной радиостанции, данном менее чем за 24 часа до своей казни, Бонин заявил, что он «обрёл мир» перед своей смертью. Когда его спросили, может ли он что-нибудь сказать семьям своих жертв, Бонин просто изрёк: «Они чувствуют, что моя смерть станет завершением, но дело не в этом. Они это ещё осознают».
В день казни, в 6 часов вечера, Бонина перевели из его камеры в специальную камеру смертников, где он заказал свой последний ужин, включавший две большие пиццы, три пинты мороженого и три шестибаночных упаковки кока-колы. В своём последнем слове, данном надзирателям за один час до казни назначенной на полночь, Бонин вновь сообщил, что не испытывает угрызений совести за свои преступления и оставил в протоколе следующую запись:
«Я чувствую, что смертная казнь не является ответом на насущные проблемы. Я чувствую она даёт неверное послание людям этой страны. Молодые люди поступают так, как они видят как поступают другие люди, а не так как им предписывают. Я дам совет. Если кто-либо замышляет что-либо серьёзное против закона, прежде чем совершать это, они должны пойти в тихое местечко и хорошенько над этим подумать»
На момент казни Бонину было 49 лет. После смерти тело Бонина было кремировано и его прах был развеян в заливе Сан-Франциско недалеко от тюрьмы Сан-Квентин, так как никто из членов его семьи не предпринял никаких мер, чтобы забрать его тело после казни.

## Отражение в культуре
В фильме «Виртуозность» (1995) один из прототипов SID 6.7 является William Bonin.
16 февраля 2010 года кинокомпанией Image Entertainment был выпущен художественный фильм «Freeway Killer» по биографии Бонина, снятый режиссёром Джоном Марловски по сценарию Дэвида Бирка. Роль серийного убийцы сыграл Скотт Лит.

## Другие «убийцы с автострады»
В июле 1977 года, за три года до поимки Бонина, был арестован Патрик Кирни, также колесивший по дорогам южной Калифорнии, выбирая своих жертв среди молодёжи на обочинах. Он также сбрасывал тела у дорог, многие из его жертв были расчленены и сброшены в мусорных мешках.
Несмотря на арест Уильяма Бонина, трупы молодых людей продолжали находить вдоль южно-калифорнийских автострад, что наводило полицию на мысль о том, что у него были и другие сообщники, которые были ещё активны. Однако эти более поздние убийства, оказалось, были совершены Рэнди Стивеном Крафтом, арестованным в мае 1983 года, который действовал совершенно отдельно от Бонина, но, как оказалось, схожим образом. Среди жертв Крафта преобладали морские пехотинцы, которых перед смертью накачивали наркотиками.
Таким образом, жертвами трёх независимых друг от друга серийных убийц можно считать в общей сложности около 130 человек.

## Комментарии
1. ↑  Девушка не стала ждать возвращения Бонина из армии и вышла замуж за другого.
2. ↑  В зарубежной криминалистике, в первую очередь в американской, термином Джон Доу принято обозначать неопознанные тела мужского пола.